# Zodiac, limit for the Lion (Mertens)
Zodiac, limit for the Lion is een compositie voor harmonieorkest (symfonisch blaasorkest) van de Nederlandse componist Hardy Mertens uit 1983. Het werk is geschreven in opdracht van de Stichting Overkoepeling Nederlandse Muziek Organisaties (SONMO). Het was een verplicht werk voor harmonieorkest in de 2e divisie op het 11e Wereld Muziek Concours in Kerkrade in 1989.
Het werk werd op cd opgenomen door de Bromley Youth Concert Band uit Londen.